# Sankt Katharinen-Krankenhaus (Frankfurt am Main)

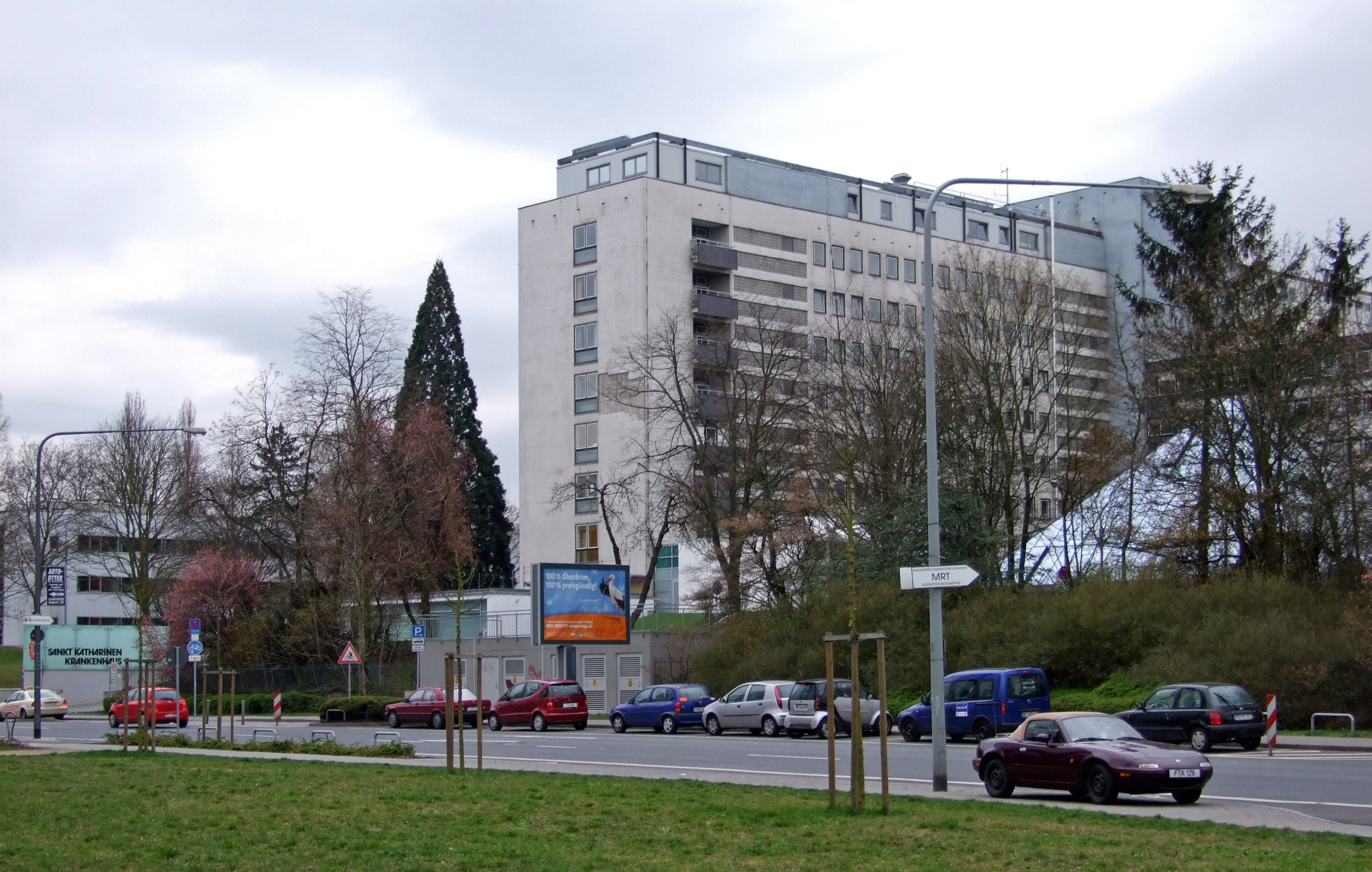
Sankt Katharinen-Krankenhaus

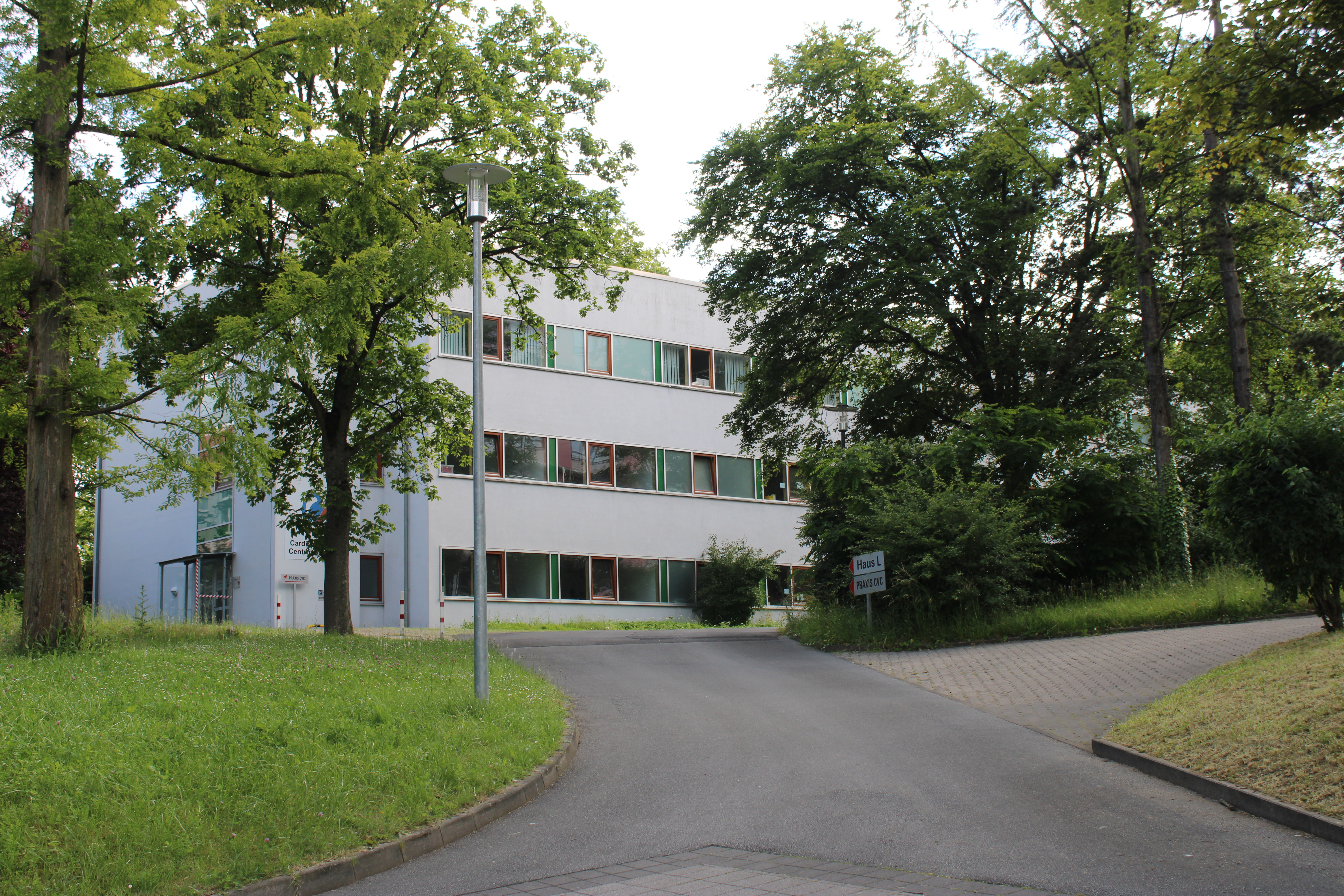
Haus L

Das Sankt Katharinen-Krankenhaus ist ein Krankenhaus der Schwerpunktversorgung in Frankfurt am Main. Es befindet sich im Frankfurter Stadtteil Bornheim in der Seckbacher Landstraße.

## Geschichte
Das Sankt Katharinen-Krankenhaus wurde am 30. Mai 1960 eröffnet. Nach dem Zweiten Weltkrieg kamen die Katharinenschwestern, die aus ihrer Heimat im Erzbistum Ermland in Ostpreußen vertrieben worden waren, nach Bad Rothenfelde. Dort arbeiteten sie zunächst in einem ehemaligen Krankenhaus der Wehrmacht, fanden jedoch auf der Suche nach einem eigenen Krankenhaus über den damaligen Stadtpfarrer Alois Eckert zum Stadtkämmerer der Stadt Frankfurt am Main. Nachdem eine Einigung über den Bau des neuen Krankenhauses gefunden war, erfolgte am 28. November 1957 der erste Spatenstich und am 21. August 1958 das Richtfest. Am 30. Mai 1960 wurde das Krankenhaus eröffnet, nachdem das frühere Waldkrankenhaus Bad Rothenfelde mit dem Personal von 120 Mitarbeitern und 80 Ordensschwestern und der gesamten Ausstattung in das neu gebaute Sankt Katharinen-Krankenhaus umgezogen war. Bei Eröffnung verfügte das Krankenhaus über 454 Betten und Fachabteilungen für Innere Medizin, Chirurgie, Gynäkologie, Neurologie, Radiologie und Laboratoriumsmedizin und eine krankenhauseigene Kapelle. Der Neubau war ein Werk der Frankfurter Architekten Alois Giefer und Hermann Mäckler.
1970 wurde eine interdisziplinäre Intensivstation eröffnet, 1983 eine zentrale Notaufnahme. 1993 wurde das Krankenhaus Teil der Gesellschaft der Katharinenschwestern. 1999 wurde die Fachabteilung für Gynäkologie im Zuge der gesetzlichen Neuregulierung des regionalen Bettenplanes geschlossen, an ihren Platz trat eine Hauptabteilung für Urologie. 2002 wurde eine Physikalisch-therapeutische Abteilung eröffnet und es erfolge eine umfangreiche Renovierung mit Neubau des Zentral-OP, der Intensivstation und der Notaufnahme. Außerdem wurde ein weiteres Gebäude, das so genannte „Haus L“, errichtet, das zwei Sonderisolierstationen bereithält. 2003 wurde eine Überwachungs- und Aufnahmestation mit einer interdisziplinären Intermediate-Care-Einheit eröffnet. 2005 wurde in den Räumlichkeiten des Krankenhauses das erste stationäre Hospiz Frankfurts eröffnet, das in gemeinsamer Trägerschaft mit einer Stiftung betrieben wird.
Das Krankenhaus verfügt über ca. 350 Betten.

## Fachabteilungen
Es existieren folgende Fachabteilungen:
- Anästhesie (mit Interdisziplinärer Intensivmedizin und Notfallmedizin)
- Chirurgie (mit Allgemein- und Viszeralchirurgie, Neurochirurgie, Orthopädischer Chirurgie und Unfallchirurgie)
  - eine Belegabteilung für Neurochirurgie mit Praxis im Krankenhaus[3]
- Geriatrie (mit Geriatrischer Klinik und Therapieabteilung)
- Innere Medizin I (mit Nichtinvasiver Kardiologie und Angiologie, Interventioneller Kardiologie und Angiologie, Rhythmologie, CPU und konservativer IMC, innerer Medizin)
- Innere Medizin II (mit Gastroenterologie, Endoskopie, Ultraschall, Endosonographie, Diabetologie und spezieller Infektologie)
- Neurologie (mit dem Behandlungsschwerpunkt Schlaganfall und den weiteren Behandlungs-Schwerpunkten Chronisch-entzündliche ZNS-Erkrankungen/Multiple Sklerose, Neuromuskuläre Erkrankungen/Myasthenia gravis/Polyneuropathie, Neuroinfektiologie, Schwindel und Kopfschmerzen)
- Radiologie mit eigenem CT und MRT
- Urologie (für Nieren- und Harnleitersteine, Nierenkarzinom, Blasenkrebs, Hodentumor, Plastisch-rekonstruktive Urologie, Gutartige Prostatavergrößerung (BPH) und Prostatakarzinom)
- Zentrale Notaufnahme

Es existieren folgende Medizinische Zentren:
- Alterstraumatologisches Zentrum
- Therapiezentrum
- Kooperationen im Haus (mit CardioVasculärem Zentrum, Neurochirurgischer Praxis, Radiologie und Urologischer Privatpraxis)

Es existiert folgende weitere Versorgungsgebiete vor Ort:
- Ernährungsmanagement
- Krankenhaushygiene
- Labor
- Pflege
- Wundmanagement
- Zentral-OP

Das Sankt Katharinen-Krankenhaus ist eins von drei Krankenhäusern in Frankfurt, die als Tuberkulosezentrum zur Aufnahme und Behandlung von Tuberkulosepatienten verpflichtet sind.

## Krankenhauskapelle

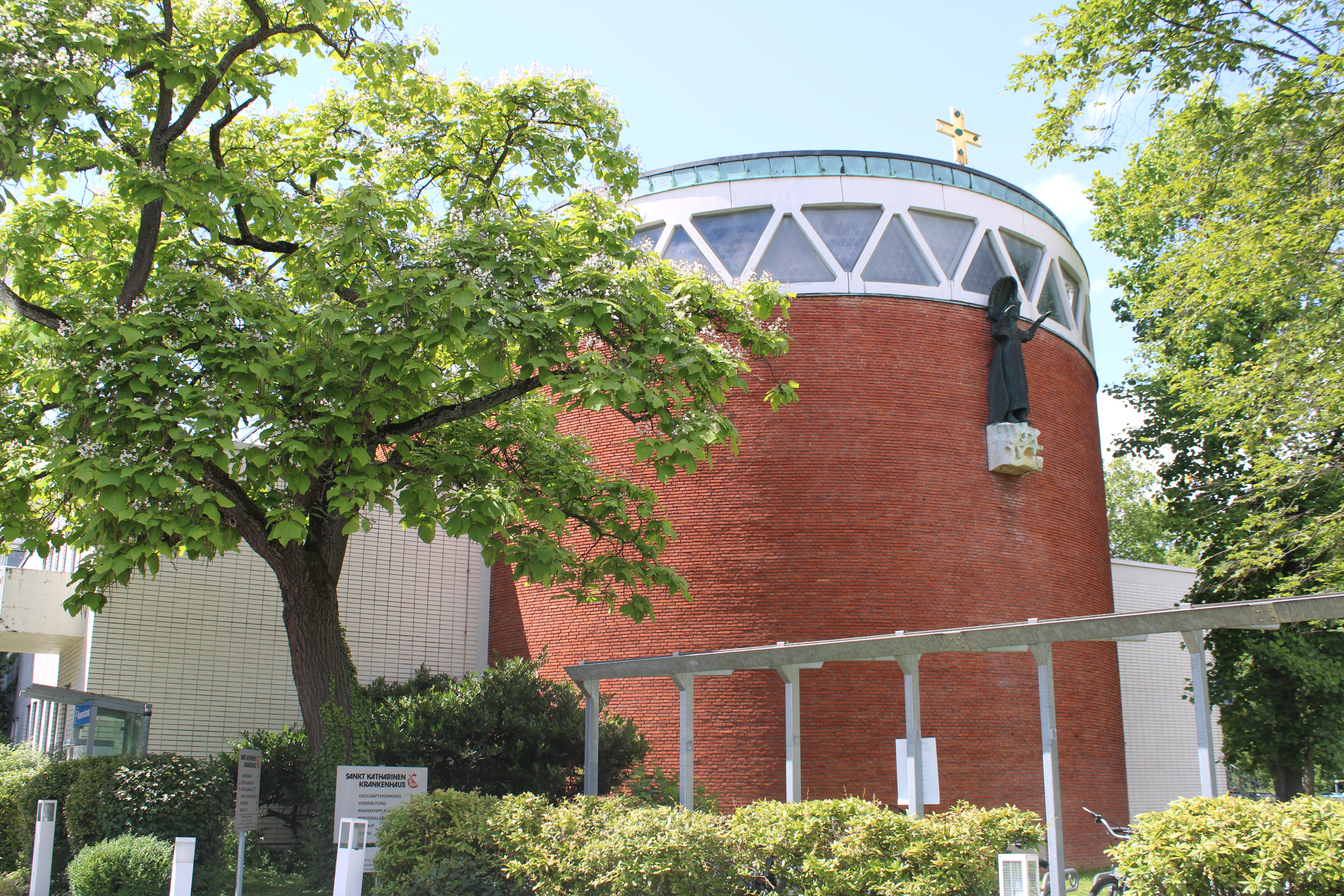
Altarseite der Kapelle von außen

Wie auch das Krankenhaus selbst steht auch die Kapelle unter dem Patronat der Heiligen Katharina von Alexandrien, da die Ordensgründerin der Katharinenschwestern Regina Protmann diesen 1583 unter deren Schutz gestellt hatte. Die Kapelle bietet Platz für ca. 200 Personen. Links von ihr befindet sich eine Seitenkapelle. An der Außenwand der Altarseite befindet sich eine Statur der Heiligen Katharina, die von Josef Henselmann gestaltet wurde. Darüber befindet sich ein gleichschenkeliges goldfarbenes Kreuz. An der südlichen Außenwand befindet sich eine von Korfhage gefertigte Kirchenglocke.

### Ausstattung

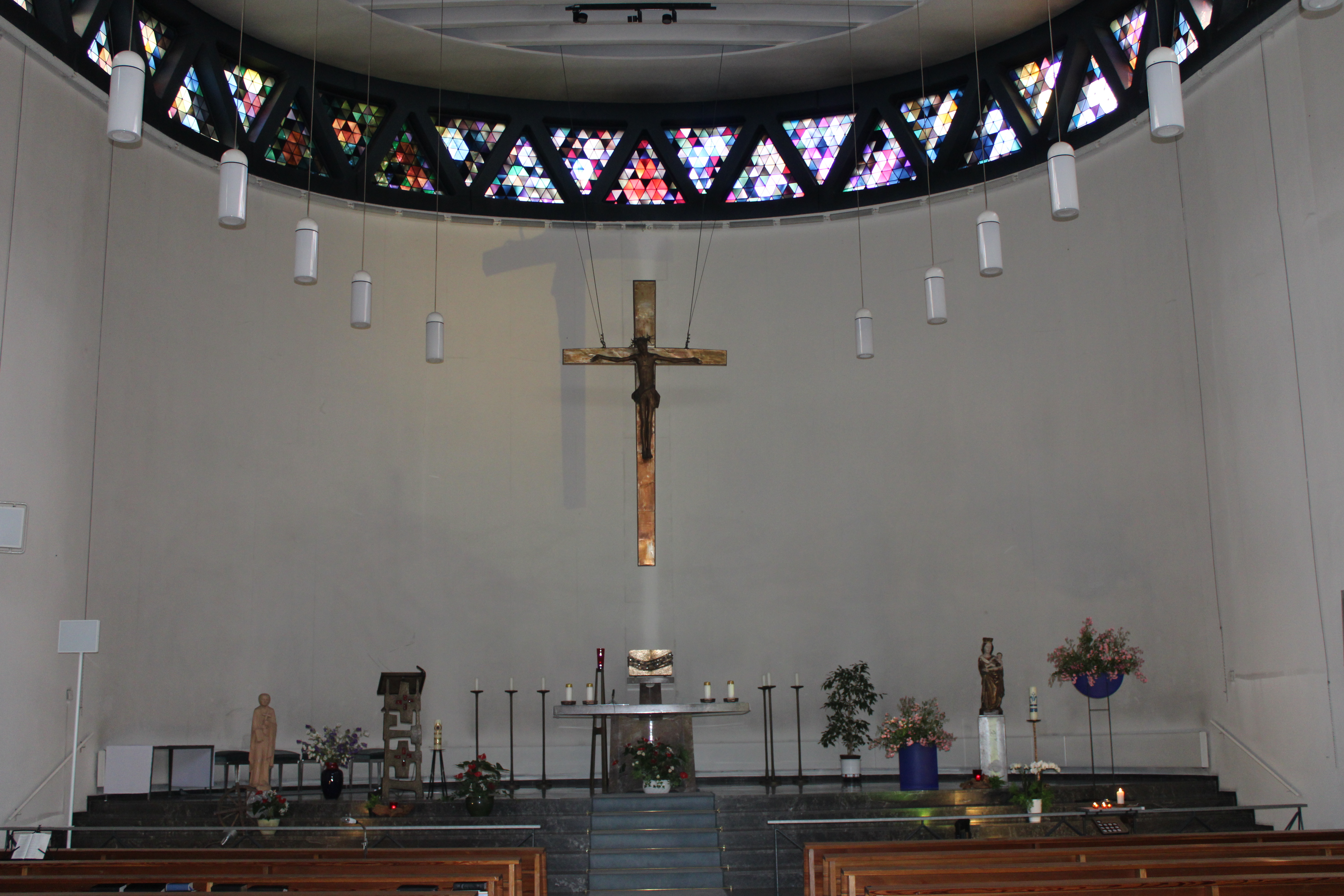
Altarraum der Kapelle

Unter der Decke befindet sich ein aus farbigen dreieckigen Fenstern bestehender Zyklus. Die Orgel befindet sich auf einer Empore, die den Gottesdienstbesuch für Patienten ermöglicht, die nur mit dem Bett befördert werden können. Die von Klais gebaute Orgel stammt aus dem Jahr 1963 und wurde 2019 von Krawinkel vollständig restauriert. Sie besitzt 1158 Pfeifen, 20 Register, 2 Manuale und ein Pedal. Der von dem Künstler Seewald stammende Kreuzweg befindet sich an den Wänden links und rechts vom Haupteingang. An der linken Wand der Kapelle befindet sich seit 2004 ein von Johannes Ludwig aus Mainz gestalteter Genesis-Bilderzyklus.
Der Altar aus Marmor steht im um sechs Stufen erhöhten Altarraum. Er enthält einen Stein mit Reliquien von Märtyrern. Von der Decke hängt im Altarraum ein von Josef Henselmann gestaltetes lebensgroßen Kreuz aus Bronze. An diesem befindet sich eine jugendlich dargestellte Christus-Figur mit leicht gesenktem Haupt und einer stark strukturierten Dornenkrone. Unter dem Kreuz steht ein von dem Frankfurter Goldschmied Gebhardt aus Bronze geschaffenen Tabernakel. Der ebenfalls von Gebhardt aus Bronze gestaltete Ambo neben dem Altar besitzt eine strukturierte Front mit zwei asymmetrischen Kreuzen aus rotem Glas. Am Tabernakel befinden sich sechs ebenfalls bronzene Kerzenleuchter zusammen mit einem größeren Kerzenleuchter von Gebhardt für das ewige Licht. Rechts von dem Altar steht auf einem Marmorsockel eine aus Holz geschnitzte kolorierte Marienfigur mit dem Jesuskind im Arm, welches eine Weltkugel in seiner linken Hand hält. Links von dem Altar steht eine vom Weidener Künstler Günter Mauermann gestaltete Figur von der Seligen Regina Protmann aus dem Jahr 2013. Im Mittelgang befindet sich ein Weihwasserbecken aus Marmor.
Die Seitenkapelle besitzt einen Beichtstuhl an der Rückwand. In ihr wurden einige Gegenstände aus dem ehemaligen Waldkrankenhauses Bad Rothenfelde integriert. Sie hat einen eigenen Kreuzweg. rechts neben dem Altar steht eine Statue der Heiligen Katharina.
Im Vorraum der Kapelle steht ebenfalls eine Statue der Heiligen Katharina von Alexandria und eine Statue des Heiligen Josefs von Erwin Hüller aus dem Jahr 1985 mit dem Jesuskind.